# Coupe de Guadeloupe de football
La Coupe de Guadeloupe est la coupe nationale de la Guadeloupe créée lors de la saison 1941-1942. Les clubs guadeloupéens jouent également depuis 1961 la Coupe de France dans le contexte local et le vainqueur de cette seconde coupe de Guadeloupe joue le 7e tour de la Coupe de France de football, cette fois ci au niveau national.

## Palmarès de la Coupe de Guadeloupe
- 1942 : Racing Club de Basse-Terre 4 - 2 Redoutable
- 1943 : compétition abandonnée
- 1944 et 1945 : non jouée
- 1946 : La Gauloise de Basse-Terre 1 - 0 Club sportif moulien
- 1947 : Cygne Noir de Basse-Terre 3 - 2 Red Star de Pointe à Pitre
- 1948 : Club sportif moulien 2 -0 Cygne Noir de Basse-Terre
- 1949 : non jouée
- 1950 : Red Star de Pointe à Pitre 2 - 1 Club sportif moulien
- 1951 : Racing Club de Basse-Terre 3 - 2 La Gauloise de Basse-Terre
- 1952 : Racing Club de Basse-Terre 2 - 1 La Gauloise de Basse-Terre
- 1953 : non jouée
- 1954 : Club sportif moulien 3 - 2 Juventus de Sainte-Anne
- 1955 : Juventus de Sainte-Anne 3 - 2 Cygne Noir
- 1956 : Red Star de Pointe à Pitre 2 - 1 Club sportif moulien
- 1957 : Club sportif Capesterrien 2 - 1 Club sportif moulien
- 1958 : Juventus de Sainte-Anne 2 - 1 Red Star de Pointe à Pitre
- 1959 : Racing Club de Basse-Terre 2 - 1 Red Star de Pointe à Pitre
- 1960 : Red Star de Pointe à Pitre 3 - 2 Juventus de Sainte-Anne
- 1961 : Redoutable 3 - 2 Juventa
- 1962 : Club sportif Capesterrien 2 - 1 Club sportif moulien
- 1963 : Solidarité Scolaire de Pointe à Pitre 4 - 2 Club sportif moulien
- 1964 : Juventa 2 - 1 Club sportif Capesterrien
- de 1965 à 1967 :non jouée
- 1968 : Juventa 1 - 0 Cygne Noir de Basse-Terre
- 1969 : Finale abandonnée entre le Juventa et la Gauloise de Basse-Terre, la Juventa menait 1 - 0
- 1970 : Port-Louis 3 - 0 L'Étoile de Morne-à-l'Eau
- 1971 : Juventus de Sainte-Anne 2 - 1 Red Star de Pointe à Pitre
- 1972 : Club sportif moulien 2 - 1 Équinoxe
- 1973 : Finale non disputée entre la Solidarité Scolaire de Pointe à Pitre et La Gauloise de Basse-Terre
- 1974 : Club sportif moulien 2 - 1 Racing Club de Basse-Terre
- 1975 : Juventus de Sainte-Anne 3 - 0 La Gauloise de Basse-Terre
- 1976 : Juventus de Sainte-Anne 3 - 2 L'Étoile de Morne-à-l'Eau
- 1977 : L'Étoile de Morne-à-l'Eau 3 - 1 Racing Club de Basse-Terre
- 1978 : Juventus de Sainte-Anne 3 - 1 L'Étoile de Morne-à-l'Eau
- 1979 : L'Étoile de Morne-à-l'Eau 5 - 1 Stade Lamentinois
- 1980 : JSC Marie-Galante 1 - 0 Club sportif moulien
- 1981 : Jeunesse de Trois-Rivières 5 - 2 Club sportif Capesterrien
- 1982 : Club sportif Capesterrien 5 - 0 Siroco
- 1983 : Cygne Noir de Basse-Terre 1 - 1 (4 t.a.b 2) L'Étoile de Morne-à-l'Eau
- 1984 : L'Étoile de Morne-à-l'Eau 1 - 0 Cygne Noir de Basse-Terre
- 1985 : L'Étoile de Morne-à-l'Eau 2 - 0 Solidarité Port-Louisienne
- 1986 : Solidarité Scolaire de Pointe à Pitre 1 - 0 Sporting
- 1987 : Siroco 1 - 0 L'Étoile de Morne-à-l'Eau
- 1988 : US Baie-Mahaut
- 1989 : Zenith de Morne à l'eau
- 1990 : inconnu
- 1991 : Racing Club de Basse-Terre
- 1992 : Solidarité Scolaire de Pointe à Pitre
- 1993 : Solidarité Scolaire de Pointe à Pitre
- 1994 : Arsenal de Petit-Bourg
- de 1995 à 1998 : inconnu
- 1999 : AJCS de Terre de Haut 1 - 0 Juventus de Sainte-Anne
- 2000 : AS Gosier 3 - 3 (4 t.a.b 1) Juventus de Sainte-Anne
- 2001 : Racing Club de Basse-Terre 2 - 2 a.p (4 t.a.b 3) Jeunesse de Trois-Rivières
- 2002 : L'Étoile de Morne-à-l'Eau 2 - 1 Solidarité Scolaire de Pointe à Pitre
- 2003 : inconnu
- 2004 : Racing Club de Basse-Terre 3 - 1 AS Gosier
- 2005 : Rapid Club 3 - 1 Fumerolles (Basse-Terre)
- 2006 : Amical Club de Marie-Galante 3 - 2 a.p Solidarité Scolaire de Pointe à Pitre
- 2007 : La Gauloise de Basse-Terre 2 - 0 AS Dragon (Gosier)
- 2008 : Club sportif moulien 1 - 0 US Baie-Mahaut
- 2009 : Racing Club de Basse-Terre 1 - 0 a.p. Amical Club de Marie-Galante
- 2010 : Club sportif moulien 2 - 0 JS Vieux-Habitants
- 2011 : Red Star de Pointe-à-Pitre 1 - 0 Racing Club de Basse-Terre
- 2012 : Unité Sainte-Rosienne 1 - 0 JS Vieux-Habitants
- 2013 : Club sportif moulien 2 - 0 Solidarité Port-Louisienne
- 2014 : Club sportif moulien 3 - 2 L'Étoile de Morne-à-l'Eau
- 2015 : L'Étoile de Morne-à-l'Eau 2 - 0 Cactus
- 2016 : USC Bananier 1 - 1 (5 t.a.b. 4) Unité Sainte-Rosienne
- 2017 : CS Moulien 1–0 US Baie-Mahault
- 2018 : L'Étoile de Morne-à-l'Eau 1–0 Phare du Canal

## Bilan
| Club                                  | Victoires | Années des victoires                           |
| Racing Club de Basse-Terre            | 8         | 1942, 1951, 1952, 1959, 1991, 2001, 2004, 2009 |
| CS Moulien                            | 8         | 1948, 1954, 1972, 1974, 2008, 2010, 2013, 2014 |
| Juventus de Sainte-Anne               | 6         | 1955, 1958, 1971, 1975, 1976, 1978             |
| L'Étoile de Morne-à-l'Eau             | 6         | 1977, 1979, 1984, 1985, 2002, 2015             |
| Solidarité Scolaire de Pointe à Pitre | 5         | 1963, 1973, 1986, 1992, 1993                   |
| Red Star de Pointe à Pitre            | 4         | 1950, 1956, 1960, 2011                         |
| Club sportif capesterrien             | 3         | 1957, 1962, 1982                               |
| Juventa                               | 3         | 1964, 1968, 1969                               |
| Cygne Noir de Basse-Terre             | 2         | 1947, 1983                                     |
| La Gauloise de Basse-Terre            | 2         | 1946, 2007                                     |
| Arsenal de Petit-Bourg                | 1         | 1994                                           |
| AS Gosier                             | 1         | 2000                                           |
| Amical Club de Marie-Galante          | 1         | 2006                                           |
| Jeunesse Trois-Rivières               | 1         | 1981                                           |
| Port-Louis                            | 1         | 1970                                           |
| Rapid Club                            | 1         | 2004                                           |
| Siroco                                | 1         | 1987                                           |
| AJCS Terre de Haut                    | 1         | 1999                                           |
| US Baie-Mahaut                        | 1         | 1988                                           |
| Zenith de Morne à l'eau               | 1         | 1989                                           |
| JSC Marie-Galante                     | 1         | 1980                                           |
| Redoutable                            | 1         | 1961                                           |
| Unité Sainte-Rosienne                 | 1         | 2012                                           |
| USC Bananier                          | 1         | 2016                                           |

## Palmarès de la Coupe de France (Zone Guadeloupe)
- 1961 : CS Moulien

(éliminé 2 - 3 par le FC Dieppe au 5e tour)
- 1962 et 1963 : inconnu
- 1964 : Juventus de Sainte-Anne

(éliminé 0 - 5 par le Hyères Football Club au 6e tour)
- 1965 : inconnu
- 1966 : Étoile de Morne à l'eau
- de 1967 à 1970 : inconnu
- 1971 : Équinoxe

(éliminé 0 - 2 par l'Olympique d'Alès en Cévennes au 6e tour)
- 1972 : Cygne Noir de Basse-Terre

(éliminé 1 - 2 par le Aix FC au 7e tour)
- 1973 : Juventus de Sainte-Anne

(éliminé 1 - 3 par l'Association sportive Aulnoye au 7e tour)
- 1974 : Red Star de Pointe à Pitre

(éliminé 2 - 3 par l'Arago Sports Orléans au 7e tour)
- 1975 et 1976 : inconnu
- 1977 : Étoile de Morne à l'eau

(éliminé 0 - 2 par le SO Pont-de-Cheruy au 7e tour)
- 1978 : La Gauloise de Basse-Terre

(bat 1 - 0 l'AS Poissy au 7e tour; éliminé sur tapis vert en 1/32èmes de finale face au FC Martigues à cause d'un envahissement de terrain à la 105e minute alors que Martigues menait 3 - 2 (ndlr : match joué à Pointe-à-Pitre)) 
- 1979 : Red Star de Pointe à Pitre

(éliminé 2 - 3 par le GFCO Ajaccio au 7e tour)
- 1980 : CS Moulien

(bat 2 - 1 l'AAJ Blois au 7e tour; éliminé 0 - 2 par le CS Thonon au 8e tour)
- 1981 : Cygne Noir de Basse-Terre

(éliminé aux tirs au but 3 - 4 (1-1 a.p.) par le FCAS Grenoble au 7e tour)
- 1982 : Étoile de Morne à l'eau

(éliminé 1 - 4 par le Racing Club de Paris au 7e tour)
- 1983 : Cygne Noir de Basse-Terre

(éliminé 0 - 4 par l'US Maubeuge au 7e tour)
- 1984 : Étoile de Morne à l'eau

(éliminé 0 - 1 par l'AS Saint-Étienne au 8e tour)
- 1985 : CS Saint-François

(éliminé 0 - 1 par le Football Club chalonnais au 8e tour)
- 1986 : Solidarité Scolaire de Pointe à Pitre

(éliminé 0 - 2 par le SEC Bastia au 8e tour)
- 1987 : CS Moulien

(éliminé 0 - 2 par l'AEPB La Roche-sur-Yon au 8e tour)
- 1988 : Étoile de Morne à l'eau

(éliminé 0 - 1 par le Stade Quimpérois au 8e tour)
- 1989 : inconnu
- 1990 : Solidarité Scolaire de Pointe à Pitre

(éliminé 0 - 1 par le Tours FC au 8e tour)
- 1991 : Red Star de Pointe à Pitre

(éliminé 0 - 1 par le FC Perpignan au 8e tour)
- 1992 : Étoile de Morne à l'eau

(éliminé 0 - 4 par le Stade rennais FC au 8e tour)
- 1993 : Red Star de Pointe à Pitre

(bat 1 - 0 La Roche Vendée Football au 7e tour; éliminé 0 - 1 par le Nîmes Olympique au 8e tour) 
- 1994 : Étoile de Morne à l'eau

(éliminé 0 - 2 par La Roche Vendée Football au 7e tour)
- 1995 : Arsenal de Petit-Bourg

(éliminé 0 - 1 par l'US Avranches au 7e tour)
- 1996 : Étoile de Morne à l'eau

(éliminé 0 - 3 par l'ES Wasquehal au 7e tour)
- 1997 : Phare du Canal (Petit Canal)

(éliminé 1 - 3 par le FC Saint-Lô Manche au 7e tour)
- 1998 : US Baie Mahaut

(éliminé 1 - 12 par le Dijon FCO au 7e tour)
- 1999 : Solidarité Scolaire de Pointe à Pitre

(éliminé 0 - 5 par le FC Mulhouse au 7e tour)
- 2000 : Étoile de Morne à l'eau 2 - 1 Phare du Canal (Petit Canal)

(bat 2 - 0 l'AS Muret au 7e tour; éliminé 0 - 1 par le Stade de Reims au 8e tour)
- 2001 : AS Dragon (Le Gosier) 2 - 0 Étoile de Morne à l'eau

(se qualifie grâce au forfait du Vannes OC au 7e tour; éliminé 0 - 4 par le Trélissac Football Club au 8e tour)
- 2002 : AS Dragon (Le Gosier) 1 - 0 Phare du Canal (Petit Canal)

(éliminé 0 - 4 par le FC Martigues au 7e tour)
- 2003 : Étoile de Morne à l'eau 1 - 1 (6 t.a.b 5) Arsenal de Petit-Bourg

(bat aux tirs au but 4 - 2 (2-2 a.p.) le SO Romorantin au 7e tour; éliminé 1 - 4 par l'Union sportive Boulogne Côte d'Opale au 8e tour)
- 2004 : Evolucas de Petit-Bourg 2 - 1 JS Baie-Mahaut

(éliminé 2 - 3 par l'Entente sportive Viry-Châtillon au 7e tour)
- 2005 : CS Moulien 2 - 1 Evolucas de Petit-Bourg

(éliminé 0 - 2 par l'US Lesquin au 7e tour) 
- 2006 : CS Moulien 1 - 0 Amical Club de Marie-Galante

(éliminé 1 - 2 par Clermont Foot au 7e tour)
- 2007 : CS Moulien 1 - 0 Solidarité Scolaire de Pointe à Pitre

(bat 4-2 aux tirs au but le Pacy VEF au 7e tour, éliminé 0 - 6 par le SCO Angers au 8e tour)
- 2008 : Evolucas de Petit-Bourg 0 - 0 (3 t.a.b 1) CS Moulien

(éliminé 2 - 3 par le SC Feignies au 7e tour)
- 2009 : Amical Club de Marie-Galante 1 - 0 Etoile de Morne-à-l'eau

(éliminé 2 - 3 par le Vendée Poiré-sur-Vie Football au 7e tour)
- 2010 : CS Moulien 2 - 1 AJSS Terre-de-Haut

(éliminé 0 - 2 par le CSO Amnéville au 7e tour)
- 2011 : Evolucas de Petit-Bourg 2 - 1 Étoile de Morne-à-l'eau

(éliminé 0 - 5 par l'US Avranches au 7e tour)
- 2012 : Étoile de Morne-à-l'eau 1 - 0 a.p. Evolucas de Petit-Bourg

(éliminé 0 - 5 par le SR Colmar au 7e tour)
- 2013 : CS Moulien 1 - 0 Jeunesse Évolution des Abymes

(éliminé 0 - 1 par le FC Chambly au 7e tour)